# 23-as számú Országos Kéktúra szakasz
A 23-as számú Országos Kéktúra szakasz 54,9 km hosszúságú, a Bükk-vidéken halad át Szarvaskő és Putnok között.
| jelzés | azonosító | útvonal | hossz km | infók |
| ------ | --------- | --- | -------- | ----- |
|        | OKT-231   | Szarvaskő vá. - Szarvaskői vár - Akasztó - Tardos-bérc - Tardos-hegy - Köles-hegy - Szent Anna kápolna, Gilitka-forrás - Kis-Szoros-tető - Kolacskovszky-forrás - Telekessy Vendégház | 7,4      |       |
|        | OKT-232   | Telekessy Vendégház - Alsó-erdő - Ciszterci Apátság - Bélapátfalva, Cementgyár vm. | 3,6      |       |
|        | OKT-233   | Bélapátfalva, Cementgyár vm. - Gyári-tó - Lóczy-forrás - Peresznye-lápa - Lak-völgy - katonasírok - Péter út - Őr-kő-rét - Kocsmáros-rét - Cserepes-kői-barlang                       | 8,0      |       |
|        | OKT-234   | Cserepes-kői-barlang - Őserdő - Kis-Virágos-hegy - Tar-kő - Büszkés-hegy - Keskeny-rét - műút - Mély-Sár-völgy - Füstös-kő-bérc - Faktor-rét - Csalános - Bánkút                      | 9,6      |       |
|        | OKT-235   | Bánkút - Ördög-oldal - Torma-völgy - Mártus-kő - Vár-völgy - Pirító-kő - Baróc-patak - Begyeleg - Mályinka                                                                            | 6,8      |       |
|        | OKT-236   | Mályinka - Szente-völgy - Nagy-kő - Dédestapolcsány - Lázbérci-víztározó - Alsó-völgy - Upponyi-szoros - Uppony                                                                       | 10,0     |       |
|        | OKT-237   | Uppony - Szilas-tető - Koloska-tetői-földvár - Sajó-híd - Putnok vá. | 9,5      |       |

OKT = Országos Kéktúra

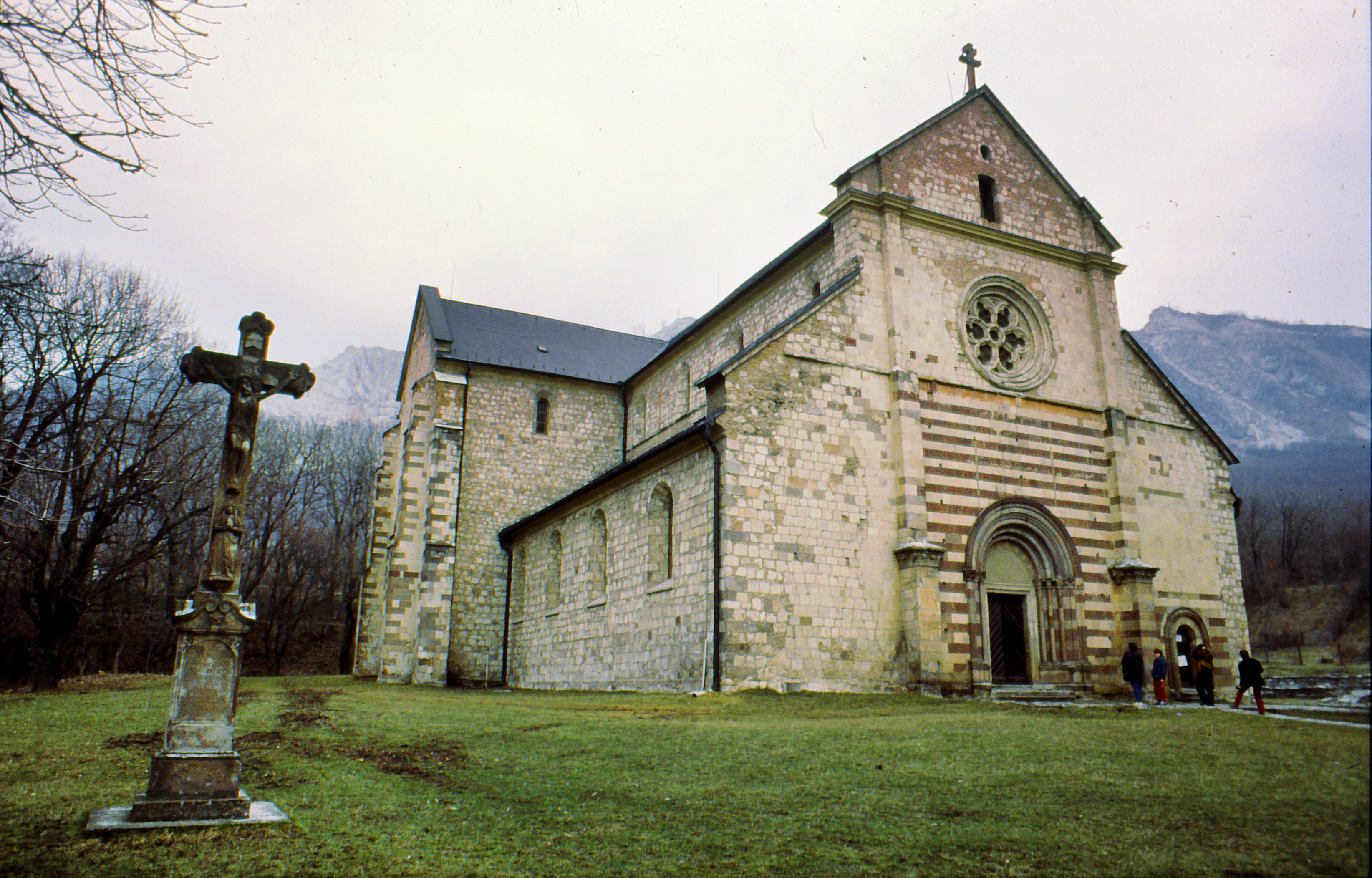
Bálapátfalvai apátsági templom
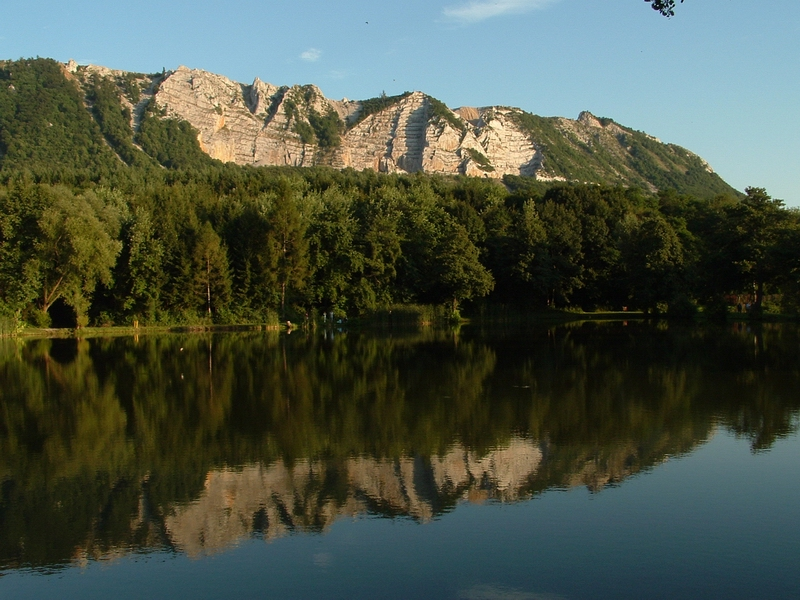
A Bélkő Bélapátfalva felett
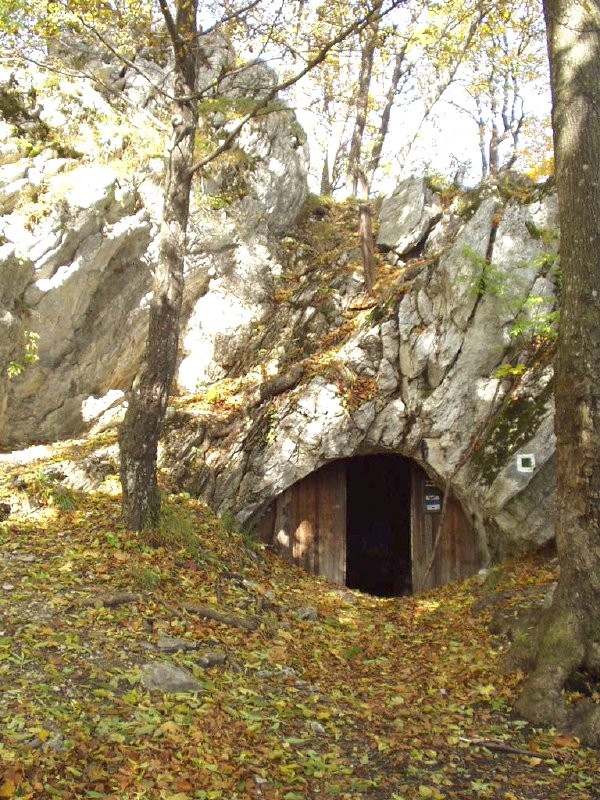
Cserepes-kői-barlang
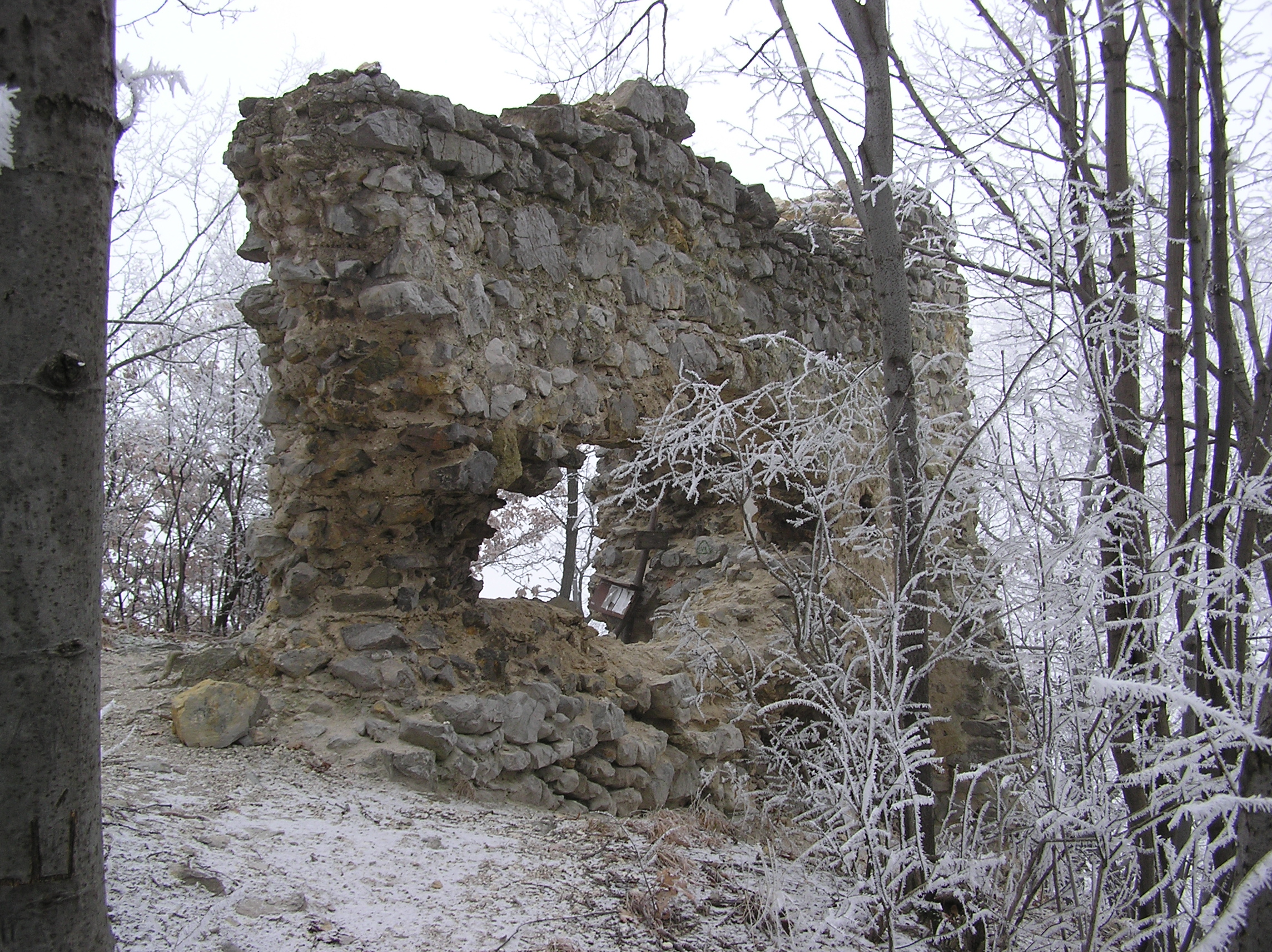
A dédesi vár
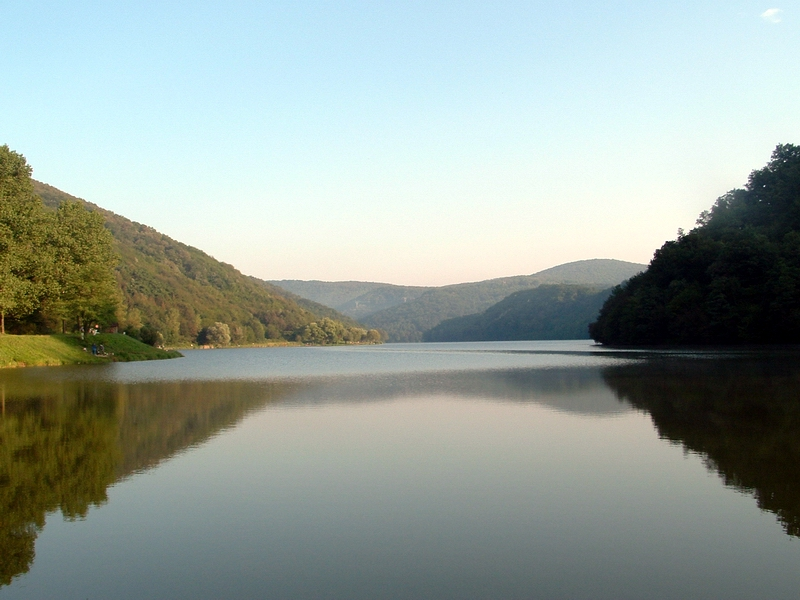
Lázbérci-víztározó